# 愛と欲望は学園で
『愛と欲望は学園で』（あいとよくぼうはがくえんで）は、梅沢はなによる日本の漫画作品。

## 概要
雑誌『drap』（コアマガジン）にて連載されていた。単行本は全12巻。ドラマCD化もされており、2006年12月28日にはあまなっとうぱふぇよりアダルトゲーム『愛と欲望は学園で 〜華麗なる夜の舞踏会〜』が発売された。

## ストーリー
2XXX年、「性」に対しての意識が変わりつつある中で、性を売り物にする男子が集まる私立フルブルーム学園。AV科・ホスト科・ペットメイド科・アブノーマル科という学科で成り立つ学園内で起こる恋愛劇。

## 登場人物
※声優は、PC版 / ドラマCD版の順

### AV科
桜沢イオン（さくらざわ イオン）声 - 岸尾大輔
母親がおらず、父親が倒れて入院しているため借金を返済するの近道として、学園に入学した。人の目を引く美貌の持ち主であり、思ったことは口に出す性格。必修科目（SEX実技）が苦手で、学園長兼恋人（浅葱）から直接指導を受ける。浅葱からは生徒として見られていない。校則（学園内の恋愛禁止）を破ったとして退学処分になる。現在、浅葱の秘書として学園に在籍している。生徒たちからは「有能な才色兼備の人」として認識されている。浅葱のことは好きだが、なかなかその事は言えないでいる。
高原夕（たかはら ゆう）声 - - / 福山潤
恋人に売られて入学したAV科の生徒。負けん気が強く、口よりも手が出るタイプ。入学して半年経ったときに、自分を学園に売った恋人に似ている櫂に会い動揺する。徐々に惹かれていくがまた自分を捨てるかもと不安に駆られ、櫂の卒業の時も自分の想いを伝えなかった。卒業後は学園の「縄」担当の教員として在籍している。櫂とは恋人同士。

### ペットメイド科
中牧遊水（なかまき ゆうす）声 - - / 市来光弘
童顔で純情な性格。レアである為、実技授業などは免状されるが、卒業後は主人の専属になることに不安を感じている。名神とは恋人関係かつ同室の仲。卒業前に名神が遊水を専属として買い落したため、卒業後は彼のマンションに同棲中。

### ホスト科
櫂国友（かい くにとも）声 - - / 子安武人
ホスト科において3年連続で「帝王」になった伝説の人として、有名なホスト科3年生。高原の元カレに容姿が似ている。人気ホストだったが、絶頂期に仕事を辞め、教員免許を取得して学園に在籍している。高原の元カレに似ていることを知ったときには、腰まで伸ばしていた髪を道具室に置いてあったナイフで切り、現在はショートカット。
名神英姿（ながみ えいし）声 - - / 伊藤健太郎
ホスト科の生徒のなかでもトップクラスの成績で、カリスマ的人気があるらしい。同室で恋人（遊水）を大事に思っている。現在は学校を卒業して、ホストに就いている。遊水の主人であり、マンションに同棲している。
片山葉流（かたやま はる）声 - - / 吉野裕行
入学式から半年遅れて学園にやってきた、18歳のホスト科1年。長崎県生まれ。父親が赤十字の医師のためアプリカのドンドゴ村で育った。そのためフルブルームに入学したが、男同士の性行為に嫌悪感を持っている。意外と純情。現在、ギイに対しての思いに気づいていない。現在はギイの生贄に選ばれた為に、右手に手錠が嵌められている。

### アブノーマル科
六波羅ギイ（ろくはら ギイ）声 - - / 杉田智和
20○×年に「プロフェッサー」になった、アブノーマル科3年。道具を使っての性技が得意な、根っからの変人として周囲から見られている（自覚有り）。財閥の子息でありながら、趣味の延期で入学している。長い前髪で右目を隠している（眼球プレイで遊んでいる最中に失明した為）。現在はハルを生贄として、右手に手錠を嵌めた張本人。
夜京儀（よる きょうぎ）声 - - / 成瀬誠
アブノーマル科3年。小柄でありながら、12時間連続のセックスが可能。母親のために大金が必要で、金がもらえるなら怪我を負っているにもかかわらず仕事を受ける。ある仕事でかなりの大怪我を負われ、暫く仕事をとることを禁止された後、園長命令により二週間交換学生として私立金華城学園に通う。その際に海老原無我と知り合って、後に恋人同士となる。フルブルーム学園に入学する前は金華城学園を目指していたが、担任教師と付き合っていたのがバレて行けなくなった。

### 教員・学園内関係者
桜沢イオン
AV科の項を参照。
浅葱高司声 - 飛田展男
私立フルブルーム学園の学園長。学園内のあらゆる情報を知っている。イオンをとても可愛がっているが、たまに意地悪をする。時には、学園内での生徒同士や生徒・先生間、先生同士の恋愛をサポートする。イオンとは恋人同士。
両国一位（りょうごく いちい）声 - 一条和矢
フルブルーム学園の保健医。保健医。学園内で使われる薬の開発を一手に引き受けたりもしている。学会でも一目置かれているほどの人物で、薬学・医学・心理学を含む現在の医学の基盤を築いたとされる程の手腕を誇ったが、突然その世界から姿を消した。博士号を所有している。恋人（喜緒）を大切にしている。
沢田喜緒（さわだ きお）声 - 鳥海浩輔
小さいときに両親が亡くなり、養護施設で育った。この際に強引に引き取られ、フルブルームに入学させられた。学園内の生徒会長を務める。自分のことや他人対してもあまり興味が無い。両国にずっと片思いをしている。根津鳴に人体実験されるために「根津鳴分子化学研究所」に引き取られたが、両国に助け出され晴れて恋人になって以来、一途に想っている。現在は生徒ではなく、学園の保健医（両国）の手伝いをしている。珍しく話の中で、年齢・学年・在籍している（していた）学科が話の中で公表されていないキャラクター。
高原夕
AV科の項を参照。
櫂国友
ホスト科の項を参照。